# 中国人民解放军新闻传播中心网络部
中国人民解放军新闻传播中心网络部，位于北京市，隶属中国人民解放军新闻传播中心。

## 沿革
解放军报社网络传播中心
1999年10月1日，解放军报网络版发行。2003年3月5日，解放军报网络版英文版推出。2004年10月1日，解放军报网络版正式更名为中国军网。中国军网是中央军委批准，中国人民解放军唯一新闻门户网站。2017年7月，中国军网被列入中央重点新闻网站。
2013年1月2日，《解放军报》旗下的官方微博“中国军网”最早报道了中央军委主席习近平赴“戈壁深处的空军某基地”的消息。此为中国人民解放军媒体首次通过微博即时报道习近平的视察，也是中华人民共和国主流媒体首度通过微博最先报道党和国家领导人的活动。
2013年8月1日起，经中央军委批准，《解放军报》扩版改版，由每周64个版扩为每周76个版，内容增加，新开设若干专版。此次改版的背景是“报网融合”，军报用两年将全部记者站改为分社，扩大网络功能；增设全媒体协调机构，酝酿开通解放军报微博微信客户端。
2011年8月2日，作为“中国军网记者频道官方微博”，新浪微博“军报记者”开通。成立之初，该微博账号由解放军报社网络部运营，微博主要内容是中国军网记者发回的报道。当时中国军网和《解放军报》的衔接不紧，相对独立。2013年12月31日，新浪微博“军报记者”的新浪认证由“中国军网记者频道官方微博”更改为“解放军报法人微博”，同时移交解放军报社新成立的新媒体部门负责运营。2014年1月1日起，《解放军报》推出二维码新闻产品，同时中国军网新版正式上线。改版后，中国军网和解放军报的关系更加紧密。2016年10月25日，在2016V影响力峰会上，解放军报法人微博“军报记者”获评“2016最具影响力十大媒体微博”。
解放军报社负责网络媒体的部门起初是解放军报社网络部，后改为解放军报社网络传播中心。2015年12月25日，中共中央总书记、国家主席、中央军委主席习近平亲临解放军报社视察，参观报社创刊60周年主题展，并在解放军报社网络传播中心的微博平台上用键盘亲手发出了一条微博，向全体解放军指战员、武警部队官兵和民兵预备役人员祝贺新年，这条微博阅读量迅速上亿。
强军网
強軍網主要面向部隊發布權威信息、開展宣傳教育、提供在線服務、進行工作指導。2017年3月26日，经中央军委批准，整合军内网站资源，创建强军网。2018年3月26日，强军网上线开通。
中央军委政治工作部文化工作和网络宣传教育中心
该中心的前身是中国人民解放军总政治部文化工作和网络宣传教育中心，隶属中国人民解放军总政治部。自2009年首届全军业余DV短片创作比赛举办开始，该中心每逢该比赛都组织全军DV短片创作师资培训班。
在深化国防和军队改革中，2016年1月，撤销中国人民解放军总政治部，新成立中央军委政治工作部，下设中央军委政治工作部文化工作和网络宣传教育中心。中央军委政治工作部文化工作和网络宣传教育中心首任主任为孟彦。2016年，中央军委政治工作部网络舆论局、中央军委政治工作部文化工作和网络宣传教育中心与文化部全国公共文化发展中心达成了“以携手共建边疆万里数字文化长廊为抓手，扩大公共数字文化服务向基层部队的拓展延伸，打造军民文化融合发展新纽带”的共识。
中国人民解放军新闻传播中心网络部
2018年，在深化国防和军队改革中，原中国人民解放军电视宣传中心、中央军委政治工作部文网中心、中国人民解放军出版社、解放军报社等单位合并成立中国人民解放军新闻传播中心。其中，原解放军报社网络传播中心、强军网等诸多平台合并调整为中国人民解放军新闻传播中心网络部。

## 历任领导
中央军委政治工作部文化工作和网络宣传教育中心主任
- 董守礼（？—？，总政治部文化工作和网络宣传教育中心主任）[18]
- 孟彦（？—2016年，总政治部文化工作和网络宣传教育中心主任；2016年—？，中央军委政治工作部文化工作和网络宣传教育中心主任）[12][16]

| 中国人民解放军新闻传播中心网络部主任 - 丁海明（2018年—） | 中国人民解放军新闻传播中心网络部政治委员 - [[]]（2018年—） |